# Věnec

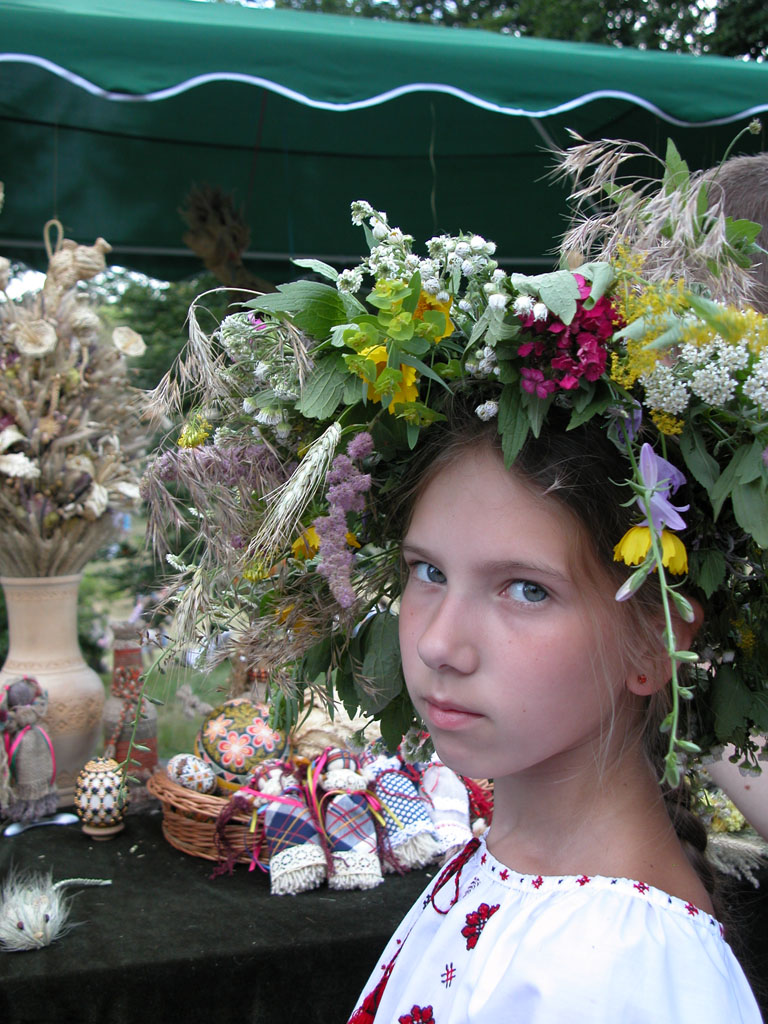
Příklad květinové ozdoby ve tvaru věnce

Věnec je nejčastěji hmotný objekt ve tvaru toroidu nebo prstence. Slovo se používá i v přeneseném významu pro další entity, které svým tvarem toroid nebo prstenec připomínají.
Věnec se používá pro symbolický, magický nebo dekorativní význam. Může být použit jako ozdoba interiéru i exteriéru budov, jako ozdoba budov, osob, zvířat i předmětů při slavnostech nebo být sám o sobě v exteriéru předmětem zájmu. Věnec je významný historický symbol ve všech kulturách. Často je vytvářen z květin, stálezelených listnáčů nebo uctívaných dřeviny nebo rostlin kterým je přisuzována magická moc. Populární jsou vavřínové věnce, věnce ze jmelí, dubu, nebo pampelišek a sedmikrásek.

## Historie

### Etruské věnce
Věnce byly používány už v dávných dobách v jižní Evropě. Nejznámější jsou památky etruské civilizace, šperky vyrobené ze zlata nebo jiných drahých kovů. Postavy z řeckých mýtů jsou často zobrazeny s věnci okolo hlavy. Starověcí římští spisovatelé hovoří o etruské corona sutilis, která byla věncem s listy. Tyto věnce byly vytvořeny jako čelenka s tenkými tepanými listy připojenými k zdobenému pásku kovu.  Věnce byly rovněž používány jako symbol vládce u etruských panovníků.

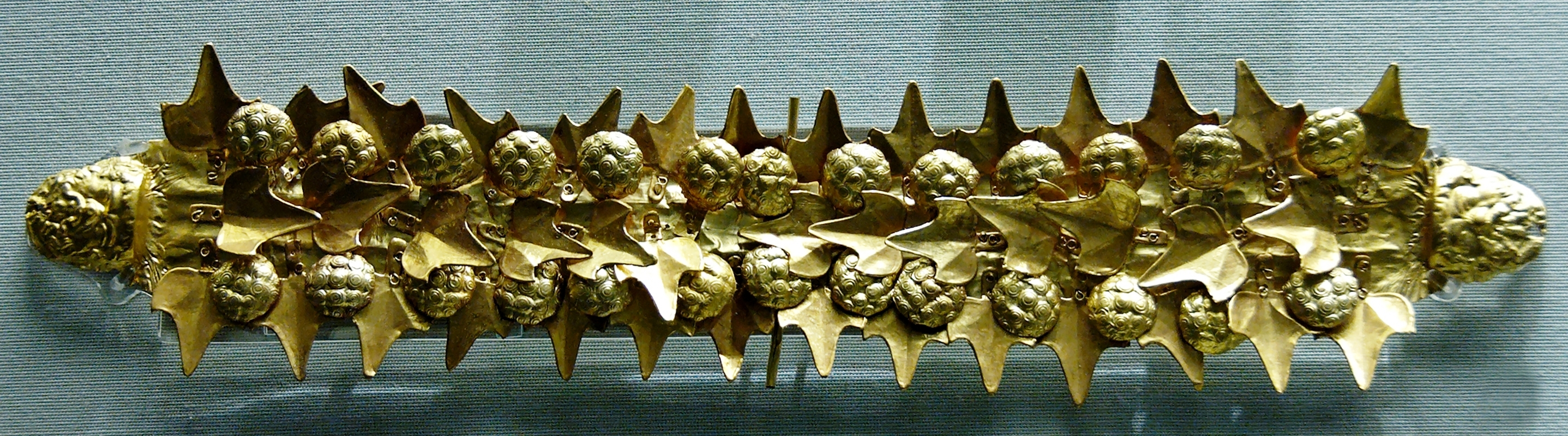
Věneček s listy břečťanu a bobule, hlavou satyra na obou koncích z tepaných zlatých listů, etruské umělecké dílo, z období 400-350 př. n. l. Pochází z hrobu poblíž Tarquínia.

Rostlinami používanými při výrobě etruských šperků ve tvaru věnců patří břečťan, dub, oliva , myrta , vavřín, pšenice a vinná réva. Etruská symbolika byla převzata a užívána ve starověkém Řecku a Římě. Římští soudci, mimo další symboly, také nosili zlaté věnce.

## Rozdělení věnců podle aranžování květin
Aranžování květin rozlišuje typy věnce podle způsobu tvorby.
Vypichovaný věnec je vypichován částmi rostlin (listy, větvičkami) navázanými na drát. Velmi časté je použití „kytiček“ jehličnanů, skupin větviček navázaných společně na drát a vypichovaných. „Kytičky“ musí mít stejnou výšku. Materiály se vypichují kolmo k tělu věnce (kytičky) nebo podél těla věnce. Při vypichování je možné použít i jiné materiály, jako je kůra, kameny apod. Navázané materiály musí mít konec drátu se dvěma „nožičkami“, které se zapichují.
Skobičkovaný věnec je zhotoven tak, že dekorativní materiál pokrývající tělo (korpus) věnce, omotaného začišťovacím materiálem je připevněn skobičkami nebo špendlíky.
Omotávaný věnec je druh věnce, kdy je materiál na korpus upevněn omotáváním drátem nebo provázkem. Někdy jsou věnce podmotávány, věnec je omotán nejdříve méně hodnotným materiálem, který je překryt dražším materiálem. Někdy jsou omotávané věnce pokryty dekorativním materiálem celé, jindy, ekonomicky, jen viditelná horní část věnce.
Lepený věnec je považován za jednoduše a rychle zhotovitelný druh věnce, kdy je dekorace lepena na podklad. Podklad musí být odolný použitému druhu lepidla, tedy nesmí být deformován teplem, povrch dekorace nesmí být poškozen a potřísněn lepidlem.
Proplétaný věnec je zhotovený proplétáním z větví dřevin vhodného druhu (vrby, líska)
Navlékaný věnec se zhotovuje navlékáním materiálů na drát nebo konstrukci. Často jsou použity listy a plody nebo jejich části.
Vitý věnec se připravuje navazováním materiálu na sebe, nemá zvláštní podklad.

## Přízdoba věnce
Učebnice Floristika doporučuje, aby přízdoba věnce kopírovala jeho tvar s tím, že by přílišné vybočení narušilo jeho symboliku. Velikost přízdoby by měla tvořit 1/3 korpusu věnce a výškou by měla být 2x vyšší.
Přízdoba umístěná v jednom nebo dvou bodech korpusu věnce, výrazně vyvýšená oproti korpusu, podložená chvojím, se nazývá „hlava“. Tato ozdoba se umisťuje na věnce s jinak nezdobeným tělem. Na věnci lze rovněž připevnit nebo vytvořit dekoraci připomínající položenou kytici. Za vhodné ozdobení věnce je považována formálně lineární ozdoba. Časté a zákazníky preferované jsou však věnce zdobené po celé ploše, které jsou ovšem dražší. Taková úprava je také technicky vhodná vhodně skryje vady provedení namotávaného věnce a případné problémy s rostlinným materiálem.
Klasické věnce s hlavou podloženou chvojím se používají prakticky pouze pro smuteční vazbu nebo (méně často) i jako slavnostní věnce k památníku zesnulých. Vzhledem k tomu, doporučuje učebnice floristiky tlumené barvy použité výzdoby. V praxi jsou používány více či méně vkusné kombinace výrazných barev s výraznými kontrasty, což je podporováno poptávkou zákazníků o tento druh ozdob.Hlava bývá zdobena obvykle v dekorativním stylu a často doplněna stuhou.
Někdy může být plocha věnce jednoduše přizdobena v jednom místě a taková ozdoba může být považována za obdobu „hlavy“. Bývá někde nazývána „asymetrická hlava“.
Věnec nosily dívky a mladé ženy od pradávna jako symbol čistoty a plodnosti. Věří se, že věnce mají pohanský původ, který předchází zavedení křesťanství do východního slovanského světa v 10. století.